# Adolf Läuppi
Adolf «Piccolo» Läuppi (* 3. März 1906 in Gränichen; † 25. Juli 1974 in Zürich) war ein Schweizer Radrennfahrer.

## Sportliche Laufbahn
Adolf Läuppi kam aus Gränichen, dem Ort, aus dem ebenfalls die legendären Schweizer Radrennfahrer Suter stammten (die Brüder Franz, Paul, Max, Fritz, Gottfried und Heiri). In jungen Jahren schloss sich Läuppi ihnen beim Training an. 1924 wurde er in der Amateur-Klasse Dritter der Meisterschaft von Zürich. 1926 trat er zu den Profis über.
Auf der Radrennbahn des Buffalo-Stadions in Paris kam Läuppi mit dem Stehersport in Berührung und verlegte seinen Schwerpunkt darauf. Von 1928 bis 1930 wurde Läuppi dreimal in Folge Schweizer Meister im Steherrennen. Bis 1935 wurde er zudem dreimal Zweiter und zweimal Dritter. Bei den UCI-Bahn-Weltmeisterschaften 1928 belegte er Platz vier und 1930 Platz fünf.

## Trivia
Adolf Läuppi war sehr zierlich. Der Schweizer Radsportjournalist Max Burgi pflegte ihn mit «allez, Piccolo» anzufeuern, weshalb er den Spitznamen «Piccolo» erhielt.